# Xian de Jun
Pour les articles homonymes, voir Jun.
Le xian de Jun (浚县 ; pinyin : Jùn Xiàn) est un district administratif de la province du Henan en Chine. Il est placé sous la juridiction de la ville-préfecture de Hebi.

## Démographie
La population du district était de 629 908 habitants en 1999.